# Краснознаменка (Кувандицький міський округ)
Краснозна́менка (рос. Краснознаменка) — село у складі Кувандицького міського округу Оренбурзької області, Росія.

## Населення
Населення — 457 осіб (2010; 537 у 2002).
Національний склад (станом на 2002 рік):
- росіяни — 75 %